# Рогата риба въдичар на Коус
Рогатите риби въдичари на Коус (Cryptopsaras couesii) са вид актиноптери от семейство Ceratiidae.
Те са незастрашен вид.
Таксонът е описан за пръв път от Тиъдър Гил през 1883 година.